# Feste der Fliegenden Fische
Die Feste der Fliegenden Fische (chinesisch: 飛魚祭 Fēiyú jì) sind eine Reihe von Festen des austronesischen Volkes der Tau (auch Yami) auf der taiwanischen Insel Lan Yu, die südöstlich der Hauptinsel Taiwan im Pazifischen Ozean liegt. Im Englischen und in anderen Sprachen werden die Feste zumeist im Singular (Flying Fish Festival) zusammengefasst, doch es handelt sich um zeitlich durch Monate voneinander getrennte Zeremonien, die im Lauf eines Jahres während der Fliegende-Fische-Saison (chinesisch: 飛魚季 Fēiyú jì) stattfinden.

## Ursprungsmythos
In der Kultur des traditionell vom Fischfang lebenden Volkes der Tau spielen Fliegende Fische (in der Tau-Sprache: Alibangbang) eine zentrale Rolle. Der Sage nach wurden die ersten beiden Menschen auf Lan Yu von den Göttern aus einem Felsen und einem Bambusrohr geschaffen. Ihr Enkel, so die Legende, kochte einst am Strand wahllos gesammelte Fische und Meeresfrüchte und zog sich dadurch eine schwere Hautkrankheit zu. In der Nacht erschien ihm der König der Fliegenden Fische im Traum und offenbarte ihm alles Wissen über Arten, Fangmethoden, Zubereitung, Tabus und Rituale rund um den Fliegenden Fisch. Der Mensch befolgte seine Anweisungen und wurde geheilt. Seither wurden die Rituale weitergegeben und sind bis heute Teil Tau-Kultur.

## Die Fliegende-Fische-Kultur im Jahresablauf
Die Traditionen rund um den Fliegenden Fisch stehen in engem Zusammenhang mit der jährlichen Wanderung der Fische im Ozean. Sie ziehen zwischen Februar und März mit der Kuroshio-Strömung nach Norden in die Gewässer um Lan Yu und kehren im Juli oder August wieder nach Süden zurück. Während dieser Zeit sind sie die Hauptfischart in der Umgebung der Insel.

### Mivanwa (Beginn der Fliegende-Fisch-Saison)
Der Beginn der Fliegenden-Fisch-Saison ist durch das Beschwörungsritual Mivanwa markiert, das im Februar oder März stattfindet. Die Männer eines Dorfes versammeln sich vor Sonnenaufgang am Strand, wo ihnen der Dorfälteste und ein Ritualmeister  die Tabus und Regeln der bevorstehenden Fischsaison erklären. Danach wenden sich die Männer, die große glockenförmige, silberfarbene Hüte tragen, dem Meer zu und rufen laut nach den Fliegenden Fischen. Ein Opfertier, meist ein Huhn, wird geschlachtet; die Teilnehmer tauchen ihre Finger in sein Blut und markieren damit die Steine am Strand. Hiermit wird um reichen Fang, sichere Fahrt und die Gesundheit der Familien gebeten.

### Sammelritual (Ende der Saison)
Im Juni oder Juli endet die Saison der Fliegenden Fische. In dieser Zeit werden die gefangenen Fische getrocknet und für den Winter konserviert, damit sie auch in der fischarmen Jahreszeit als Nahrung dienen können. Am letzten Tag des Fischfangs bringt die Dorfgemeinschaft in einem Ritual zum Ausdruck, dass die Saison beendet ist: Die Schwanzflossen der größten in diesem Jahr gefangenen Fische werden aufgereiht und am Meeresufer aufgehängt. Von nun an richtet sich der Fischfang auf andere Fischarten, die nicht Teil der spirituellen Ordnung der Fliegenden-Fisch-Zeit sind.

### Manyotoyou (Das letzte Fliegende-Fisch-Essen)
Dieses Ritual findet im September statt und markiert das Ende der Zeit, in der getrocknete Fliegende Fische gegessen werden dürfen. Zusammen mit anderen Zutaten werden die im Dorf verbliebenen Fliegenden Fische gegessen, großzügig verschenkt oder, falls es immer noch Reste gibt, entsorgt. Dem traditionellen Glauben nach symbolisiert diese Sitte Reinigung und Erneuerung und erwirkt Segen für eine reichhaltige Fliegende-Fisch-Saison im kommenden Jahr.
Die Feste der Fliegenden Fische sind heute auch ein Tourismusmagnet. Unter den Tau wächst in jüngerer Zeit die Besorgnis, dass die alten Traditionen dadurch kommerzialisiert und verwässert werden.